# اس‌اس کلویل
اس‌اس کلویل (به انگلیسی: SS Colvile) یک کشتی بخار دریاچه وینیپگ بود که برای هادسونز بی کمپانی گرند فرک، داکوتای شمالی ساخته شد.